# Siege
A Siege amerikai hardcore punk/powerviolence/thrashcore együttes.

## Története
Kurt Habelt gitáros, Hank McNamee basszusgitáros és Rob Williams dobos alapították 1981-ben, a Massachusetts állambeli Weymouth-ban. McNamee 1992-ben kilépett a zenekarból. Első kiadványuk egy Drop Dead című demó volt, amelyet 1984-ben adtak ki. 1994-ben a Relapse Records gondozásában, stúdióalbum formájában újból megjelent. A Drop Dead volt a Siege egyetlen stúdióalbuma. Kevin Mahoney énekes 2011-ben elhunyt, 46 éves korában. A zenekarban az Anal Cunt és Impaled Northern Moonforest együttesek énekese, Seth Putnam is énekelt 1991-től 1992-ig (ő 2011-ben szintén elhunyt). A Siege többször is feloszlott pályafutása alatt, 2016-ban újraalakultak. Dalaikat több extrém metal együttes is feldolgozta (például a Napalm Death, a Mr. Bungle vagy a szlovén Extreme Smoke 57). A zenekar a grindcore stílus előfutárának számít.

## Tagok
- Kurt Habelt - gitár (1981-1985, 1991-1992, 2016)
- Rob Williams - dob (1981-1985, 1991-1992, 2016)
- Chris Leamy - gitár (2016-2018), basszusgitár (2018-)
- Mark Fields - ének (2016-)
- Ben Barnett - gitár (2018-)
- Mario Travers - gitár (2018-)

## Korábbi tagok
- Hank McNamee - basszusgitár (1981-1985, 1991-1992)
- Kevin Mahoney - ének, szaxofon (1983-1985, 2011-ben elhunyt)
- Seth Putnam - ének (1991-1992, 2011-ben elhunyt)
- Paulie Kraynak - basszusgitár (2016-2017)

## Diszkográfia
- Drop Dead (demó, 1984) / (stúdióalbum, 1994)
- Lost Session ' 91 EP (2014)
- Cleanse the Bacteria (válogatáslemez, 1985 - közreműködtek három dallal: "Sad But True", "Cold War" és "Walls")
- 13 Bands Who Think You're Gay (válogatáslemez, 2004 - közreműködtek egy dallal: "Cameras")